# Тригранка бузька
Тригранка бузька, або дрейсена бузька є видом (Dreissena bugensis) (або підвидом D. rostriformis bugensis) прісноводного двостулкового молюска родини тригранкових (Dreissenidae). Назву англійською (англ. Quagga mussel) отримав на честь кваги, вимерлого підвиду африканських рівнинних зебр. Цей молюск є корінним у річці Дніпро в Україні. У зв'язку з розселенням становить значну загрозу для Великих озер Північної Америки, оскільки є інвазивним видом, привезеним вантажними кораблями, які використовують морський шлях Святого Лаврентія.

## Зовнішній вигляд
Мушля тригранки бузької має смугасте або зигзагоподібне, як і у тригранки річкової, забарвлення, що тьмянішає до середини петлі. Існує багато варіантів забарвлення мушлі, включаючи незвичайний варіант забарвлення в озері Ері.

## Живлення
Тригранка використовує свої війки, щоб втягнути воду в порожнину мушлі через проточний сифон, і саме тут фільтруються тверді часточки. Кожна доросла мушля здатна фільтрувати один чи більше літрів води щодня, видаляючи фітопланктон, зоопланктон, водорості та навіть власні велігери. Вода, очищена від частинок, потім виходить із зовнішнього сифона.

## Розмноження
Тригранка бузька — роздільностатеві організми із зовнішнім заплідненням. Повністю зріла мушля жіночої статі здатна виробляти до одного мільйона яєць на рік. Після запліднення пелагічні мікроскопічні личинки або велігери розвиваються протягом декількох днів. Ці велігери незабаром набувають вигляд дрібних двостулкових молюсків. Протягом трьох-чотирьох тижнів велігери вільно плавають за течією живляться за допомогою власних війок та намагаються знайти поверхню, щоб осісти і закріпити бісус. Смертність на цій перехідній стадії від планктонічного велігера до осілого молюска може перевищити 99 %.

## Інвазії виду
Тригранки річкові, перші дрейсени завезені в Північну Америку, швидко поширилися у багатьох великих річкових системах і Великих озерах, спричинивши значний вплив на навколишнє середовище й екосистеми. Тигранку бузьку вперше зареєстрували у Північній Америці у вересні 1989 року, коли її виявили в озері Ері поблизу Порту Колборн, штат Онтаріо. Її не виділяли як окремий вид до 1991 року.
Тригранки — це потужні фільтри для води, які очищають її від фітопланктону та твердих частинок. Споживаючи фітопланктон, тринранки, у свою чергу, зменшують джерело їжі для зоопланктону, що спричиняє зміни у ланцюгах живлення. Впливи, пов'язані з фільтрацією води, включають збільшення прозорості води, зменшення середньої концентрації хлорофілу та накопичення псевдофагів. Прозорість води підвищує проникнення світла, що спричиняє розповсюдження водних рослин, що у свою чергу може спричинити зміни у цілих екосистемах.
Кожна тригранка розміром з монету може відфільтрувати до літра води в день, споживаючи планктон, який протягом тисяч років прямо і опосередковано був джерелом живлення для різних видів риб. Тепер джерела живлення зосередженні в основному на дні водойм, а на кожний фунт виловленої риби припадає приблизно 3-4 фунта тригранок. Здатність дрейсен швидко захоплювати і заселяти тверді поверхні викликає серйозні економічні проблеми.
Це становить під загрозу існування окремих екосистем (знищення водоростей, популяцій інших видів молюсків) та приносить економічні збитки діяльності людини (руйнування човнів, електростанцій та гаваней).

## Тригранка як здобич для інших тварин
У 1994 році біолог з інвазивних видів тварин Антоні Річкарді виявив, що для жовтого окуня дрейсени цілком придатні для живлення. У 2004 році він зазначив, за останні 10 років кількість тригранок, спожитих жовтими окунями збільшилася. З одного боку це може мати позитивні наслідки, але проблема полягає в тому, що споживання цих молюсків призводить до того, що шкідливі речовини потрапляють у харчовий ланцюг.
Хоча тригранки є їстівними для людини, їх не рекомендують споживати через накопичення токсинів, забруднюючих речовин та мікроорганізмів в органах молюсків.
Цей прісноводний молюсок має середню тривалість життя від 3 до 5 років.